# 레딧
레딧(Reddit)은 미국의 소셜 뉴스 집계, 콘텐츠 등급 및 토론 웹사이트이다. 등록된 사용자(일반적으로 "레디터"라고 함)는 링크, 텍스트 게시물, 이미지, 동영상 등의 콘텐츠를 사이트에 제출한 후 다른 회원에 의해 투표된다. 게시물은 주제별로 "커뮤니티" 또는 "서브레딧"이라고 불리는 사용자가 만든 게시판으로 구성된다. 더 많은 업보트가 있는 제출물은 하위 레딧의 맨 위에 표시되며, 충분한 업보트를 받은 경우 최종적으로 사이트의 첫 페이지에 표시된다. 레딧 관리자는 커뮤니티를 관리하며 중재는 레딧 직원이 아닌 커뮤니티별 중재자에 의해 수행된다.
이 사이트는 등록된 사용자(기본적으로 게시판 시스템)가 제출한 게시물 모음이다. "Reddit"이라는 단어는 "read it"이라는 문구가 있는 단어에 나오는 단어다. 사이트의 콘텐츠는 수 많은 카테고리로 나뉘어 있으며, 이 서브레딧의 가장 인기 있는 게시물은 첫 페이지에서 계정없이 사이트를 탐색하는 사람들에게 표시된다. 2016년 5월 기준 11,400개가 넘는 활성 서브레딧이 있다.

## 역사
2005년 6월 레딧은 스티브 호프만, 알렉시스 오하니안에 의해 설립되었다. 2006년 10월 31일 와이어드의 소유자인 컨데나스트 퍼블리케이션스가 레딧을 인수했으며 팀은 샌프란시스코로 이전했다.
2010년 5월, 레딧은 Lead411의 "2010년 가장 인기 있는 샌프란시스코 기업" 목록에 선정되었다. 2011년 9월 6일, 레딧은 컨데나스트와 독립적으로 운영되었으며, 현재 모회사인 어드밴스 퍼블리케이션즈의 별도 자회사로 운영되고 있다.
2015년 레딧에는 약 100명의 직원이 있었다. 2017년, 그 수는 1월에 약 140명으로 증가하였고 7월에 230명으로 증가했다.

## 커뮤니티와 문화
이 웹사이트는 다방면의 콘텐츠를 생성할 수 있게 하는 공개적인 특성과 다양한 사용자가 이용하는 커뮤니티로 유명하다. 레딧 웹사이트 내에 존재하는 '서브레딧'들은 다양한 주제들을 중심으로 하며, 목적 또한 여러가지이다. 예를 들어, 레딧 대학은 공동으로 가르치기 위해 존재하는 서브 레딧이며 온라인 포럼, 강의실, 의지, 컴퓨터 과학에서 음악, 미술 이론에 이르기까지 다양한 하위 게시판이 존재한다. 이처럼 서브레딧이 제공하는 고유한 기능은 특정 주제에 대해 관심을 높이고 여러 영역에서 토론을 촉진할 수 있는 새로운 기회를 창출한다. 고유한 사용자 측면에서 인기를 얻으면서 레딧은 여러 가지 이유로 많은 사람들에게 홍보의 장이 되었다. 또한 관심과 잠재 고객을 확보할 수 있는 능력이 향상됨에 따라 사용자는 인터넷에서 가장 큰 커뮤니티 중 하나를 새롭고 혁신적이며 영향력이 있는 목적으로 사용할 수 있다. 단점이라면, 한번 유저네임을 정한 후 다시 바꿀 수 없다는 것이다.

## 한국과 관련된 서브레딧
- /r/korea - 한국을 주제로 한 서브레딧이다. 한국인들 보다는 한국에 관심이 있거나 현재 한국에 머물고 있는 영미권 유저들이 사용자층의 주를 이룬다.
- /r/korean - 한국어를 배우기 위한 서브레딧이다. 자신의 한국어 레벨에 따라 초/중/고/원어민 플레어를 자신의 아이디에 나오게 해서 사용할 수 있다.
- /r/hanguk - /r/korea와는 달리 한국인 레딧 사용자들이 주를 이루는 서브레딧이다. 글들도 한국어 위주이다.
- /r/koreanvariety - 한국 예능 프로그램을 다루는 서브레딧이다. 한류의 영향으로 사용자가 어느정도 있는 편이다.

## 한국어 인스턴스
레딧의 공개된 소스를 이용하여 한국어로 서비스하고 있는 주디스라는 서비스가 있다.

## 같이 보기
- 크라우드소싱
- 사이버 문화
- 소셜 북마크
- 유즈넷
- 웹 2.0